# Teen Spirit
«Teen Spirit» — второй студийный альбом группы A*Teens, вышедший в 2001 году.

## Об альбоме
В отличие от дебютного альбома группы «The ABBA Generation», представлявшего собой сборник кавер-версий песен ABBA, «Teen Spirit» состоял из композиций, написанных специально для группы (за исключением кавер-версии E-Type «Morning Light»). Кроме того, гораздо более заметной стала роль мужской части коллектива — Дани Ленневальда и Амита Пола.
Значительное внимание было уделено продвижению альбома на североамериканском рынке. «The ABBA Generation» был ориентирован на европейскую аудиторию и вышел в США очень поздно — в мае 2000 года (по сравнению с летом—осенью 1999 года в европейских странах). «Teen Spirit» имел более «американское» звучание, в результате чего некоторые музыкальные критики обвиняли A*Teens в копировании Backstreet Boys и ’N Sync, и вышел в США практически одновременно с европейским релизом — 27 февраля 2001 года, на день позже, чем в Швеции. В поддержку альбома группа провела гастроли в Америке, продолжавшиеся почти всё лето. По сравнению с первым альбомом «Teen Spirit» оказался более успешен в чарте Billboard 200 и осенью 2001 года получил в США статус «золотого», однако в большинстве других стран продавался хуже своего предшественника. К ноябрю 2001 года по всему миру было продано 1,2 млн копий альбома.

## Список композиций[4]
1. Upside Down — 3:17
2. … To The Music — 3:22
3. Halfway Around the World — 3:40
4. Firefly — 3:07
5. Sugar Rush — 3:03
6. Rockin' — 3:27
7. Around The Corner Of Your Eye — 4:12
8. Slammin' Kinda Love — 3:03
9. All My Love — 3:16
10. For All That I Am — 3:18
11. That’s What (It’s All About) — 3:16
12. Morning Light — 3:10
13. Back For More — 3:12

### Бонус-треки
- В японской версии альбома — «Can’t Stop the Pop».
- В североамериканской версии альбома — «Don’t Even Know Your Name».
- В британской версии альбома — «Mamma Mia» и «Super Trouper».

## Синглы
- Upside Down (2000) — в Северной Америке выпущен под названием Bouncing off the Ceiling (Upside Down)
- Halfway Around the World (2001)
- Sugar Rush (2001)
- …To The Music (2001) — только в США.

## Хит-парады
| Страна     | Позиция |
| ---------- | ------- |
| Австрия    | 18      |
| Германия   | 5       |
| Дания      | 30      |
| Нидерланды | 42      |
| Норвегия   | 37      |
| США        | 50      |
| Финляндия  | 33      |
| Швейцария  | 13      |
| Швеция     | 2       |